# Justicia aridicola
Justicia aridicola är en akantusväxtart som beskrevs av Alfred Barton Rendle. Justicia aridicola ingår i släktet Justicia och familjen akantusväxter. Inga underarter finns listade i Catalogue of Life.